# Leping
Leping (乐平 ; pinyin : Lèpíng) est une ville de la province du Jiangxi en Chine. C'est une ville-district placée sous la juridiction de la ville-préfecture de Jingdezhen.

## Démographie
La population du district était de 750 869 habitants en 1999.